# Benny Lévy
Benny Lévy (* 28. August 1945 in Kairo, Königreich Ägypten; † 15. Oktober 2003 in Jerusalem), alias Pierre Victor, war ein zeitweilig staatenloser Philosoph und Schriftsteller. 
Lévy kam mit elf Jahren nach Belgien und später nach Frankreich, wo er von 1965 bis 1970 die École normale supérieure besuchte. Im Pariser Mai 68 trat er als politischer Aktivist hervor. Von September 1973 bis zu dessen Tod im April 1980 war er der Privatsekretär Jean-Paul Sartres, dem er zuvor bei der Gründung der Zeitschrift Libération zur Seite gestanden hatte.
Die ehemalige Führungsfigur der Gauche prolétarienne, einer linken Splittergruppe zu Beginn der 1970er Jahre, vollzog während seiner Zeit mit Sartre, vermittelt durch die Philosophie Emmanuel Levinas’, eine weltanschauliche Wende vom Kommunismus maoistischer Prägung zur jüdischen Glaubens- und Gedankenwelt, die als Wende „von Mao zu Moses“ betitelt wurde. Diese Konversion, die auch einige seiner Mitstreiter vollzogen, bedeutete zugleich eine Rückkehr zu seinen jüdischen Wurzeln und bewog ihn schließlich 1997, sich in Jerusalem niederzulassen, wo er mit Alain Finkielkraut und Bernard-Henri Lévy das Institut des études lévinassiennes gründete, das er bis zu seinem Tode leitete. 
Die Veröffentlichung der Gespräche, die er mit Sartre in den späteren 1970ern geführt hatte, sorgten für Irritation und stießen in der näheren Umgebung Sartres, etwa bei Simone de Beauvoir, auf Unverständnis und erhebliches Misstrauen bezüglich der Echtheit in der Wiedergabe Sartre’scher Positionen. Irritierend wirkte vor allem die Revision des Sartreschen Für-Andere-Seins und die Annäherung an das Judentum. Die „Sartre-Familie“ erkannte „ihren“ Sartre nicht wieder und suchte den Text zu diskreditieren. Sartre drängte jedoch auf die Veröffentlichung und bestätigte nachdrücklich seine Koautorschaft. Tatsächlich sah Sartre in diesem vermächtnisartigen Projekt wohl die Möglichkeit jene Moral nachzuliefern, die er in Das Sein und das Nichts  fast vier Jahrzehnte zuvor angekündigt hatte.

## Werke
- Der Intellektuelle als Revolutionär. Streitgespräche („On a raison de se révolter“). Rowohlt, Reinbek 1986, ISBN 3-499-11994-3 unter dem Pseudonym Pierre Victor; zusammen mit Jean-Paul Sartre und Philippe Gavi.
- Le Nom de l'homme. Dialogue avec Sartre. Verdier, Lagrasse 1984, ISBN 2-86432-038-X.
- Philon en regard des pharisiens de l'intériorité. ANRT, Lille 1986 (3 Mikrofiches, zugl. Dissertation, Sorbonne, Paris 1985).
- Le Logos et la lettre. Philon d'Alexandrie en regard des pharisiens. Verdier, Lagrasse 1988, ISBN 2-86432-077-0.
- Brüderlichkeit und Gewalt. Ein Gespräch mit Benny Lévy. Zusammen mit Jean-Paul Sartre, Nachwort von Lothar Baier, Verlag Wagenbach, Berlin 1993, ISBN 3-8031-2219-8 (original: L'espoir maintenant. Les entretiens de 1980, présentés et suivis du Mot de la fin par Benny Lévy, Lagrasse verdier 1991, ISBN 978-2-86432-129-3)
- Visage continu. La pensée du retour chez Emmanuel Lévinas. Verdier, Lagrasse 1998, ISBN 2-86432-289-7.
- Le meurtre du pasteur. Critique de la vision politique du monde Grasset, Paris 2002, ISBN 2-246-62571-8.
- Être Juif. Étude lévinassinènne. Verdier, Lagrasse 2003, ISBN 2-86432-402-4.
- La confusion des temps. Verdier, Lagrasse 2004, ISBN 2-86432-422-9.
- La cérémonie de la naissance. Verdier, Lagrasse 2005, ISBN 2-86432-431-8.
- Le Livre et les Livres. Entretiens sur la laïcité. Verdier, Lagrasse 2006, ISBN 2-86432-459-8 (zusammen mit Alain Finkielkraut).